# Brad Mehldau
Bradford Alexander (Brad) Mehldau (Jacksonville (Florida), 23 augustus 1970) is een Amerikaans jazzpianist en componist.

## Carrière
Mehldau speelt vanaf zijn vijfde piano. Na de highschool ging hij naar New School for Social Research in New York. Daar studeerde hij aan de New School for Jazz & Contemporary Music bij Fred Hersch, Junior Mance, Kenny Werner en Jimmy Cobb.
Na zijn opleiding maakte hij korte tijd deel uit van het kwartet van Joshua Redman, waarop hij in 1994 zijn eigen trio oprichtte, met Larry Grenadier op contrabas en Jorge Rossy op drums (later met Jeff Ballard die Rossy in 2005 opvolgde). Met dit trio nam hij een aantal tracks voor een plaat op – Introducing Brad Mehldau – maar de internationale erkenning volgde na introductie van zijn Art of the Trio-serie (1997).
Mehldau is beïnvloed door Oscar Peterson, Wynton Kelly, McCoy Tyner en Keith Jarrett, maar onderscheidt zich vooral door zijn eigen stijl waarin ook duidelijk zijn klassieke scholing te horen is. Mehldau treedt regelmatig op tijdens het North Sea Jazz Festival.

## Prijzen
Mehldau won sinds 2000 meerdere malen de Best Pianist Award in het Amerikaanse blad Downbeat en in Jazz Times Magazine. In 2008 werd hij voor zijn CD Brad Mehldau Trio – Live onderscheiden met een Nederlandse prijs: een Edison in de categorie Jazz.

## Privé
Mehldau is getrouwd met de Nederlandse jazzzangeres Fleurine Verloop, met wie hij ook enkele cd's maakte. 

## Discografie

### Albums
| Album met eventuele hitnotering(en) in de Nederlandse Album Top 100 | Datum van verschijnen | Datum van binnenkomst | Hoogste positie | Aantal weken | Opmerkingen                                       |
| ------------------------------------------------------------------- | --------------------- | --------------------- | --------------- | ------------ | ------------------------------------------------- |
| Introducing Brad Mehldau                                            | 1995                  | -                     |                 |              |                                                   |
| The art of the trio - volume one                                    | 24-01-1997            | -                     |                 |              |                                                   |
| Live at The Village Vanguard - The art of the trio volume two       | 14-01-1998            | -                     |                 |              | Livealbum                                         |
| Songs - The art of the trio volume three                            | 21-09-1998            | -                     |                 |              |                                                   |
| Elegiac cycle                                                       | 1999                  | -                     |                 |              |                                                   |
| The art of the trio 4 - Back at The Vanguard                        | 18-10-1999            | -                     |                 |              | met Jorge Rossy & Larry Grenadier / Livealbum     |
| Places                                                              | 2000                  | -                     |                 |              |                                                   |
| Progression - The art of the trio, Volume 5                         | 17-09-2001            | -                     |                 |              | als The Brad Mehldau Trio                         |
| Largo                                                               | 2002                  | -                     |                 |              |                                                   |
| Anything goes                                                       | 2004                  | -                     |                 |              | als Brad Mehldau Trio                             |
| Live in Tokyo                                                       | 2004                  | -                     |                 |              | Livealbum                                         |
| Day is done                                                         | 2005                  | -                     |                 |              | als Brad Mehldau Trio                             |
| House on hill                                                       | 2006                  | -                     |                 |              | als Brad Mehldau Trio                             |
| Love sublime                                                        | 2006                  | -                     |                 |              | met Renée Fleming                                 |
| Metheny Mehldau                                                     | 2006                  | 14-10-2006            | 96              | 1            | met Pat Metheny                                   |
| Quartet                                                             | 2007                  | -                     |                 |              | met Pat Metheny                                   |
| Live                                                                | 2008                  | -                     |                 |              | als Brad Mehldau Trio / Livealbum                 |
| Highway rider                                                       | 12-03-2010            | 20-03-2010            | 83              | 2            |                                                   |
| Love songs                                                          | 22-10-2010            | -                     |                 |              | met Anne Sofie Von Otter                          |
| Live in Marciac                                                     | 2011                  | -                     |                 |              | Livealbum                                         |
| The art of the trio - Additional recordings: 1997-2001              | 09-12-2011            | -                     |                 |              | met Larry Grenadier & Jorge Rossy / Verzamelalbum |
| The art of the trio - Recordings: 1996-2001                         | 09-12-2011            | -                     |                 |              | met Larry Grenadier & Jorge Rossy / Verzamelalbum |
| Modern music                                                        | 2011                  | -                     |                 |              | met Kevin Hays & Patrick Zimmerli                 |
| Ode                                                                 | 19-03-2012            | -                     |                 |              | als Brad Mehldau Trio                             |
| Where Do You Start                                                  | 2012                  | -                     |                 |              | als Brad Mehldau Trio                             |

| Album met hitnotering(en) in de Vlaamse Ultratop 200 albums | Datum van verschijnen | Datum van binnenkomst | Hoogste positie | Aantal weken | Opmerkingen                       |
| ----------------------------------------------------------- | --------------------- | --------------------- | --------------- | ------------ | --------------------------------- |
| Anything goes                                               | 2004                  | 20-03-2004            | 89              | 4            | als Brad Mehldau Trio             |
| Live in Tokyo                                               | 2004                  | 02-10-2004            | 100             | 1            | Livealbum                         |
| Day is done                                                 | 2005                  | 08-10-2005            | 90              | 1            | als Brad Mehldau Trio             |
| Metheny Mehldau                                             | 2006                  | 14-10-2006            | 88              | 1            | met Pat Metheny                   |
| Live                                                        | 2008                  | 05-04-2008            | 65              | 3            | als Brad Mehldau Trio / Livealbum |
| Ode                                                         | 2012                  | 24-03-2012            | 94              | 1            | als Brad Mehldau Trio             |
| Where Do You Start                                          | 2012                  | 13-10-2012            | 119             | 1*           | als Brad Mehldau Trio             |